# Dominik Tatarka
Dominik Tatarka (ur. 14 marca 1913, Plevník-Drienové, zm. 10 maja 1989, Bratysława) – słowacki prozaik, publicysta, scenarzysta i tłumacz.

## Życiorys
Pochodził z rodziny chłopskiej. Ojca, który zginął podczas I wojny światowej, nie pamiętał. Uczył się w gimnazjach w Nitrze i Trenczynie. Maturę zdał w 1934. Studiował w latach 1934–1938 na Wydziale Filozoficznym na Uniwersytecie Karola w Pradze kierunek język słowacki w połączeniu z romanistyką, wiedzę romanistyczną pogłębiał potem na paryskiej Sorbonie. Podczas II wojny światowej pracował jako nauczyciel języka słowackiego i francuskiego w szkołach średnich w Żylinie i Martinie. Brał udział w słowackim powstaniu narodowym, wstąpił wówczas do partii komunistycznej. Po wojnie pracował jako urzędnik, redaktor gazet codziennych, redaktor w wydawnictwie Tatran i scenarzysta filmowy. Z entuzjazmem przyjął idee komunizmu, ale dość szybko na jego wierze w nowy ustrój zaczęły się pojawiać rysy. W 1956 opublikował czasopiśmienniczo rozprawę z kultem jednostki i konformizmem społecznym, „fantastyczny traktat z końca epoki stalinowskiej” Démon súhlasu (Demon zgody, publikacja książkowa 1963). W latach 1968–1969 zaangażował się w proces przemian demokratycznych, potępił agresję armii państw Układu Warszawskiego na Czechosłowację. W 1969 wystąpił z KPCz. Był jednym z nielicznych pisarzy słowackich, którzy przez cały okres „normalizacji” objęci byli zakazem druku. Jego książki wycofano też z bibliotek, a jego nazwisko starano się wymazać ze świadomości społecznej. Tatarka utrzymywał stosunki z czechosłowackim ruchem dysydenckim i publikował a samizdacie i wydawnictwach emigracyjnych. Jako jeden z niewielu Słowaków podpisał Kartę 77.

## Twórczość
Debiutował jako uczeń gimnazjum tekstami ogłoszonymi w czasopiśmie „Svojeť”. Jego pierwsze książki zdradzają fascynację filozofią egzystencji i słowackim nadrealizmem. Później w powieści Republika klechów użył metody realistycznej dla przedstawienia satelitarnego wobec Niemiec państwa słowackiego z okresu II wojny światowej. Po epizodzie socrealistycznym przyszedł czas na subtelne utwory psychologiczne. Szczytowym osiągnięciem pisarza są jego późne prozy, łączące poetykę powieści z esejem, i autobiografią, przesycone wybujałą erotyką oraz głęboką refleksją na tematy społeczne, polityczne, filozoficzne i literackie. Dominik Tatarka uważany jest za jedną z największych postaci w dziejach kultury słowackiej.

### Najważniejsze utwory
- V úzkosti hľadania (Niepokój poszukiwań), opowiadania, 1942
- Panna zázračnica (Panna cudowna), mikropowieść, 1945
- Farská republika (Republika klechów), powieść, 1948
- Človek na cestách (Człowiek w podróżach), szkice z podróży (1957)
- Rozhovory bez konca, dwa długie opowiadania, 1959:
  - Kohútik v agónii (Kogucik w agonii)
  - Ešte s vami pobudnúť (Jeszcze z wami pobyć)
- Prútené kreslá (Wiklinowe fotele), powieść, 1963
- Písačky (Pisaniny), trylogia powieściowa:
  - Listy do večnosti (Listy do wieczności), Toronto 1988
  - Sám proti noci (Sam przeciw nocy), Monachium 1984 (w czeskim przekładzie)
  - Písačky (Pisaniny), Kolonia 1988
- Navrávačky (Nagadywanki), tom gawęd wspomnieniowych, Kolonia 1988

## Nagrody i wyróżnienia
W 1969, tuż przed okresem prześladowań politycznych, otrzymał tytuł zasłużonego artysty. W 1986 Fundacja Karty 77 w Sztokholmie przyznała mu za trylogię Písaniny Nagrodę Jaroslava Seiferta.

## Odznaczenia
- Order Tomáša Garrigue Masaryka I Klasy – 1991, CSRF, pośmiertnie[1]
- Order Ľudovíta Štúra I Klasy – 1996, Słowacja, pośmiertnie[2]

## Recepcja polska
W Polsce ogłoszono książkowo tłumaczenie jednej tylko powieści Tatarki: Wiklinowe fotele, przeł. Zdzisław Hierowski, Warszawa 1965. Ponadto większą część numeru 3 z 1991 poświęciła mu „Literatura na Świecie”. Znalazły się w nim opowiadanie Kogucik w agonii oraz urywki większych całości w tłumaczeniach Danuty Abrahamowicz, Krystyny Moćko i Leszka Engelkinga. Fragment prozy Tatarki drukowała również „Gazeta Wyborcza”.

## Literatura
- Bernard Noël, Spotkanie z Tatarką (fragment), przeł. Krystyna Rodowska. „Literatura na Świecie” 1991, nr 3
- Eva Štoblová, Jestem karpackim góralem, przeł. Leszek Engelking. „Literatura na Świecie” 1991, nr 3
- Leszek Engelking, [hasło] Tatarka, Dominik, [w:] Literatury zachodniosłowiańskie czasu przełomów 1890-1990, t. 1: Literatura łużycka i słowacka, red. Halina Janaszek-Ivaničková, Katowice 1994
- Tomasz Grabiński, Dominika Tatarki przygody z historią, [w:] Doświadczenia trzech generacji Polaków, Czechów i Słowaków 1918-1998, red. M. Pułaski, J. Valenta, Wrocław 1998
- „Slovenská literatura” 2003, nr 2 (numer monograficzny)
- Valér Mikula, [hasło] Tatarka, Dominik, [w:] Slovník slovenských spisovateľov, red. V. Mikula, Bratislava 2005
- Jelena Paštéková, [hasło] Panna zázračnica, [w:] Slovník diel slovenskej literatúry 20. storočia, red. Rudolf Chmel, Bratislava 2006
- Zora Prušková, [hasło] Prútené kresla, [w:] Slovník diel slovenskej literatúry 20. storočia
- Fedor Matejov, [hasło] Navrávačky, [w:] Slovník diel slovenskej literatúry 20. storočia